# Lalinde
Lalinde é uma comuna francesa na região administrativa da Nova Aquitânia, no departamento Dordonha. Estende-se por uma área de 27,79 km². Em 2010 a comuna tinha 2 818 habitantes (densidade: 101,4 hab./km²).

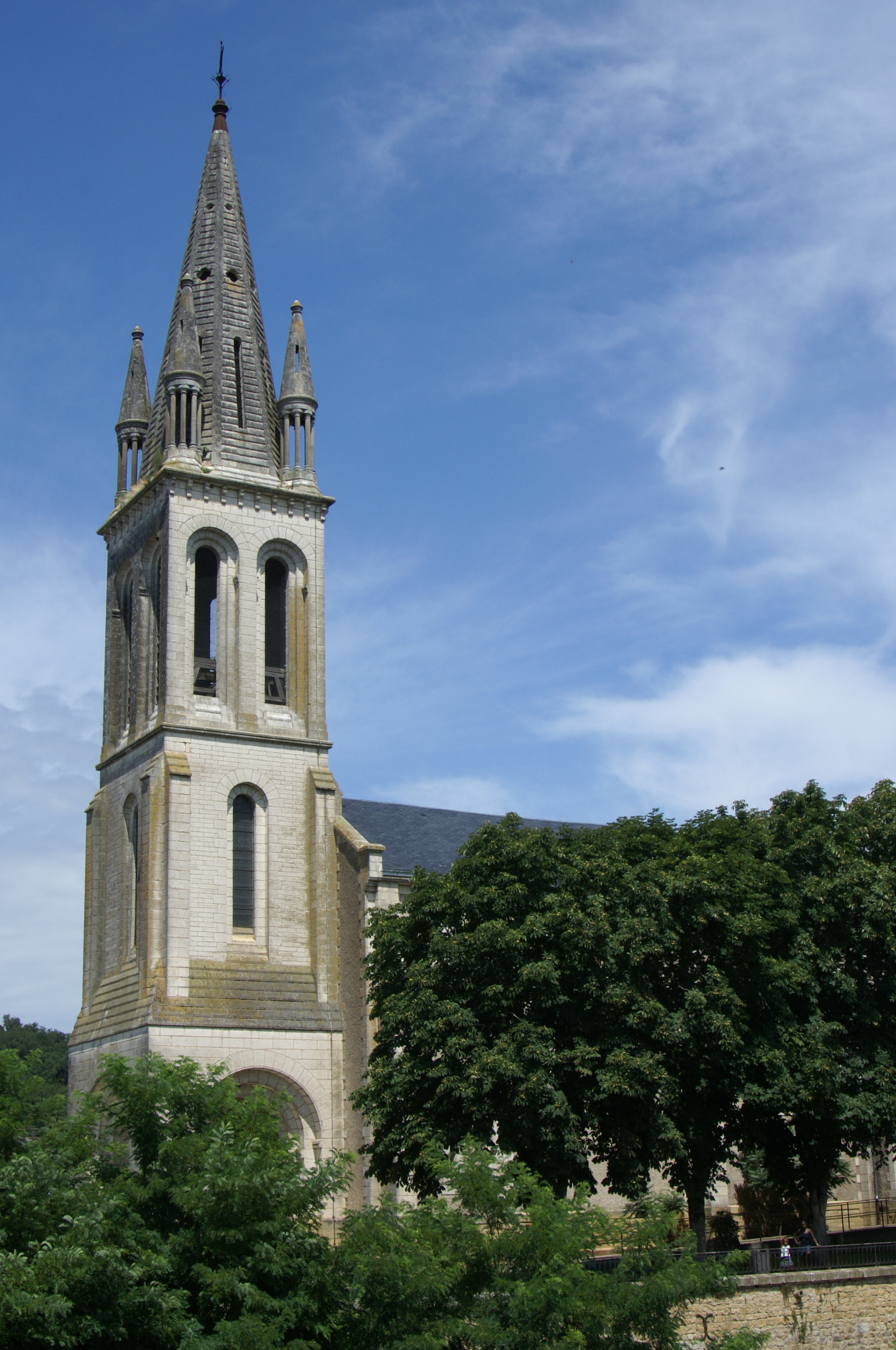